# Westerrade
Westerrade là một đô thị ở huyện Segeberg, bang Schleswig-Holstein, Đức. Đô thị Westerrade có diện tích 5,63 km², dân số thời điểm ngày 31 tháng 12 năm 2006 là 489 người.